# Akon'ny Soa Firegnina
 (août 2016).
Si vous disposez d'ouvrages ou d'articles de référence ou si vous connaissez des sites web de qualité traitant du thème abordé ici, merci de compléter l'article en donnant les références utiles à sa vérifiabilité et en les liant à la section « Notes et références ».
Akon’ny Soa Firaignina est un club de football malgache.

## Historique
En dialecte Betsileo, "Miraignina" veut dire "Milalao" ou jouer, et "Firaignina" veut dire "Filalao" ou jeu. Donc, "Soa Firaignina" veut dire "Tsara filalao", qui pratique le beau jeu.
L’Akon’Ambatomena et le Fitarikandro Soa Firaignina étaient les deux clubs phares de la ville de Fianarantsoa des années 1960. Puis vers les années 1970, le club de Maintsovolo était né, composé des jeunes joueurs talentueux tels que les frères Rabemananjara (Kiki Rabemananjaraet Alban Rabemananjara). Maintsovolo avait alors pris le dessus sur l’Akon’Ambatomena et le Fitarikandro Soa Firaignina, et pour faire face à cette domination, les deux "anciens" ont fusionné pour donner naissance à l’Akon’ny Soa Firaignina (ASF), ou tout simplement "Ako", d’où la célèbre chanson de Raindimby : "... Ao ny Akon’ny Soa Firaignina Kilongalahy miraignina Ao koa ny Maintsovolo Tsy mba atakalo ny an’ olo Baolina samy mahay Fa reo roa reo no anay Baolina samy mahay ry leroa fa zalahy reo no milay ..."
Par la suite, l’Akon’ny Soa Firaignina a pris le dessus sur Maintsovolo, qui a vu les frères Rabemananjara (Kiki Rabemananjaraet Alban Rabemananjara) partir vers l’AS Sotema. Depuis le début des années 1980, l’Akon’ny Soa Firaignina à entamer une règne sans partage de près de vingt ans dans la province de Fianarantsoa. C’était le club, où tous les jeunes footballeurs du Bestileo rêvent de jouer. Ce qui a beaucoup facilité la tâche des recruteurs du FC BFV : Rôrô, Tipeh, Ralala, Lida Kely, Mamy Kely ont tous été des joueurs de l’Akon’ny Soa Firaignina, et qui ont par la suite fait le bonheur du FC BFV.
Sur le plan national, l’Akon’ny Soa Firaignina a fait preuve d’une régularité sans égal au cours des années 1980 et 1990. Même s’il n’a décroché le titre de champion de Madagascar qu’une seule fois, en 1990, il a toujours atteint au moins les demi-finales.
Mais dans les années 1990, l’équipe de Maintsovolo a disparu de la circulation. Le Fitarikandro Soa Firaignina a refait surface, et depuis, l’Akon’Ambatomena a logiquement repris l’ancien nom d’Akon’Ambatomena.

## Palmarès
- Championnat de Madagascar
  - Champion : 1990